# Cerkev bl. Antona Martina Slomška, Maribor
Cerkev bl. Antona Martina Slomška v Mariboru, v mestni četrti Košaki, je župnijska cerkev Župnije Maribor - Košaki.

## Zgodovina
15. avgusta 1998 je bila ustanovljena Župnija Maribor - Košaki. Krajani, ki so si želeli zgraditi novo cerkev, so začeli zbirati denar, takratni župnik Franci Pivec pa je pri banki najel tudi posojilo. Z denarjem so odkupili zemljišče državnega sklada za kmetijska zemljišča, pri arhitektu Ivu Goropevški naročili načrte, Nadškofija Maribor pa je najela gradbeno podjetje SCT za gradnjo. Po ustnem dogovoru naj bi SCT za plačilo prejel sosednjo parcelo. Cerkev so začeli graditi poleti 2008 – v času, ko se je že razplamtela svetovna finančna kriza.
Podjetje SCT je kasneje terjalo plačilo v denarju, česar pa zaradi finančne krize Nadškofije Maribor ni bilo mogoče realizirati. Tako je nadškofija ostala SCT-ju dolžna 665.000 evrov s pripadajočimi obrestmi. Plačilo v obliki zemljišč se je pravtako izjalovilo, saj so roko na njih položile banke upnice. Maja 2014 je tako potekala prva dražba, ki je bila neuspešna, pravtako neuspešni sta bili tudi druga in tretja dražba. Izklicna cena za cerkev je bila 838.000 evrov. Krajani so ves čas upali, da objekt ne bo prišel v druge roke. Vsa leta po začetku gradnje so urejali zunanjščino in notranjščino cerkve.
Naposled je Frančiškanska provinca sv. Križa ustanovila Ustanovo za Slomškovo cerkev, ki je zbirala sredstva za odkup cerkve, ki so jih prispevali tako cerkvene ustanove kot posamezniki. Cerkev je tako ostala v lasti župnije.
Cerkev je 28. septembra 2019 posvetil nadškof Alojzij Cvikl. To je bila po cerkvi sv. Leopolda Mandića na Ptuju in cerkvi sv. Rešnjega telesa v Mariboru že tretja cerkev, ki jo je nadškof Cvikl posvetil tega leta.